# Polučí
Polučí je přírodní památka poblíž obce Křišťanov v okrese Prachatice. Chráněné území se rozkládá v lokalitě Mlýnský lesík zhruba 2,5 km severovýchodně od Křišťanova. Důvodem ochrany je přirozený porost buku na kyselém podloží, na návrší kóty 855 m, v povodí Lučního potoka.